# Joseph Ti-kang
Joseph Ti-kang OESSH (7. května 1928 Sin-siang, Čína – 29. prosince 2022) byl tchajwanský římskokatolický kněz a emeritní arcibiskup v Tchaj-peji. Byl členem Řádu Božího hrobu v hodnosti komtura s hvězdou, a byl prvním velkopřevorem řádového místodržitelství na Tchaj-wanu. 
Joseph Ti působil jako předseda Katolické univerzity Fu Jen v letech 1993 až 1999.